# Scott Halberstadt
Scott Halberstadt (17 de agosto de 1976) é um ator americano de Connersville, Indiana.

## Carreira

### Filme
Ele está no filme Grandma's Boy como quem desafiou Jeff (Nick Swardson) para Dance Dance Revolution.[carece de fontes?] Ele era o funcionário cheio de espinhas do cassino em Smokin' Aces. Ele geralmente faz o papel de uma pessoa nerd.

### Televisão
Halberstadt teve um papel recorrente como Eric na série de televisão da Nickelodeon Drake & Josh. Seus outros créditos na televisão incluem The Guardian, Half & Half, The Suite Life of Zack & Cody e outros shows.

## Vida pessoal
Halberstadt graduou em Connersville Senior High School, em Connersville, Indiana. Na aparência, ele é às vezes confundido com Jack McBrayer.